# Баришівська вулиця
Ба́ришівська ву́лиця — вулиця в Печерському районі міста Києва, місцевість Чорна гора. Пролягає від вулиці Генерала Кульчицького до Товарної вулиці.

## Історія
Вулиця виникла в середині XX століття під назвою 664-та Нова вулиця. У 1953 році набула назву Баришевська. 
З 1964 року — вулиця Івана Фіалека, на честь Івана (Іполита) Фіалека, революціонера, одного з керівників Січневого повстання проти Центральної Ради у Києві у січні 1918 року.
Сучасну назву вулиці відновлено 2015 року.